# Фуникова Гора
Фу́никова Гора́ — деревня в Киржачском районе Владимирской области России, входит в состав Кипревского сельского поселения.
Название «Фуникова Гора» происходит, очевидно, от имени «Фуник», старинной русской формы имени «Афанасий» (или по легенде — от имени татарина Фуни, захватившего эту гору).

## География
Деревня расположена в 16 км на юго-восток от центра поселения деревни Кипрево и в 20 км на восток от райцентра — города Киржач.

## История
В XVI—XVIII веках село входило в стан Малый Рог Владимирского уезда Замосковного края Московского царства.
Село Фуникова Гора упоминается с XVI века, в 1607 году оно было разорено польско-литовскими интервентами. В огне погибла имевшаяся там церковь Успения Пресвятой Богородицы. С этого момента Фуникова гора стала сельцом.
Фуникова Гора известна как родовое имение Прокудиных-Горских. Во второй половине XVIII — начале XIX века оно принадлежало Михаилу Ивановичу Прокудину-Горскому (1744—1812), одному из первых русских писателей и драматургов.
18 (30) августа 1863 года в имении Фуникова Гора родился Сергей Михайлович Прокудин-Горский, пионер цветной фотографии, правнук писателя.
В XIX — начале XX века деревня являлась центром Фуниково-Горской волости Покровского уезда, с 1926 года — в составе Овчининской волости Александровского уезда.
В XIX веке в сельце Фуникова Гора имелось 43 двора, в которых проживал 281 человек.
В ряде изданий ошибочно утверждается, что «сегодня этот населённый пункт не существует». Однако деревня не только сохранилась, но и развивается, в ней строятся новые дома.
Исторически Фуникова Гора входит в приход церкви Михаила Архангела Архангельского погоста.
По рассказам местных старожилов, в центре деревни была часовня, разобранная в 1950-е годы. Господский дом также не сохранился. О старинной дворянской усадьбе напоминает только дубовая роща со следами регулярного плана и остатки каскадных прудов.
С 1929 года деревня входила в состав Офушинского сельсовета Киржачского района, с 1940 года — в составе Халинского сельсовета, с 1954 года — в составе Хмелевского сельсовета, с 1969 года — в составе Новоселовского сельсовета, с 2005 года — в составе Кипревского сельского поселения.

## Население
| 1859 | 1905 | 1926 | 2002 | 2010 | 2021 |
| ---- | ---- | ---- | ---- | ---- | ---- |
| 281  | ↘209 | ↗253 | ↘10  | ↘4   | ↘1   |